# الدرب (برنامج)
الدرب هو برنامج مسابقات وتسلية تلفزيوني عرض في قناة الجزيرة للأطفال وهو من تقديم الإعلامية اللبنانية غريتا الريس و الإعلامي  اللبناني سعيد سرحان.

## فكرة البرنامج
فكرة البرنامج هي أنه يوجد فريقان يتنافسان هما الأحمر والأصفر في عدة مسابقات وتحديات والفريق الذي يحصل على النقاط الأعلى يفوز.
كل يوم فريقان يتنافسان والفريق الفائز ينتظر نهاية الأسبوع. ثم في كل أسبوع هناك نهائي يجمع الفرق الفائزة ليتم تصفيتهم إلى فريقين فيتنافسان على لقب (فائز الأسبوع من برنامج الدرب).

## فقرات البرنامج
ويحوي البرنامج 3 فقرات هي  :
1. فقرة الألعاب (يقدمها كلا من غريتا وسعيد)
2. فقرة التحديات (يقدمها سعيد)
3. فقرة الأسئلة (تقدمها غريتا)

## الجوائز
كلا الفريق يفوزان بعدة جوائز قيمة مثلا دي في دي بلاي وبلاي ستيشن 3 وغيرها.

## أماكن التصوير
صورت بعض حلقات برنامج الدرب في مهرجان مسقط في عمان لعام 2008 وذلك سعيًا للتواصل مع أصدقاء البرنامج أينما كانوا.

## وصلات خارجية
- موقع قناة الجزيرة للأطفال